# Серия Гран-при по фигурному катанию сезона 2013/2014
«Серия Гран-при по фигурному катанию сезона 2013/2014» — это комплекс ежегодных коммерческих турниров по фигурному катанию среди лучших фигуристов планеты (по рейтингу ИСУ), которые пройдут осенью и в начале зимы 2013 года. Спортсмены на 6 этапах серии будут соревноваться в категориях мужское и женское одиночное катание, парное катание и танцы на льду. За занятые места будут присуждаться баллы от 15 (за первое) до 3 (за 8-е). Лучшие шесть спортсменов / пар выступят в финале серии.

## Участники
В серии Гран-при по фигурному катанию сезона 2013—2014 имеют право принять участие фигуристы, достигшие возраста 14 лет на 1 июля 2013 года.
Чтобы принять участие в Гран-при сезона, фигуристы должны были заработать на турнирах до начала серии, как минимум, следующие баллы:
| Вид     | Баллы  |
| Мужчины | 160.67 |
| Женщины | 130.97 |
| Пары    | 135.42 |
| Танцы   | 113.74 |
| ------- | ------ |

## Расписание
| Турнир                    | Место проведения      | Начало          | Окончание       |
| ------------------------- | --------------------- | --------------- | --------------- |
| Skate America 2013        | США, Детройт, Мичиган | 18 октября 2013 | 20 октября 2013 |
| Skate Canada 2013         | Канада, Сент-Джон     | 25 октября 2013 | 27 октября 2013 |
| Cup of China 2013         | Китай, Пекин          | 1 ноября 2013   | 3 ноября 2013   |
| NHK Trophy 2013           | Япония, Токио         | 8 ноября 2013   | 10 ноября 2013  |
| Trophée Eric Bompard 2013 | Франция, Париж        | 15 ноября 2013  | 17 ноября 2013  |
| Cup of Russia 2013        | Россия, Москва        | 22 ноября 2013  | 24 ноября 2013  |
| Финал Гран-при 2013/2014  | Япония, Фукуока       | 5 декабря 2013  | 8 декабря 2013  |

## Баллы
За занятые на каждом этапе места спортсмены получат баллы по следующему принципу:
| Занятое место | Баллы (одиночники и одиночницы) | Баллы (спортивные пары и танцоры) |
| ------------- | ------------------------------- | --------------------------------- |
| 1 место       | 15 баллов                       | 15 баллов                         |
| 2 место       | 13 баллов                       | 13 баллов                         |
| 3 место       | 11 баллов                       | 11 баллов                         |
| 4 место       | 9 баллов                        | 9 баллов                          |
| 5 место       | 7 баллов                        | 7 баллов                          |
| 6 место       | 5 баллов                        | 5 баллов                          |
| 7 место       | 4 балла                         |                                   |
| 8 место       | 3 балла                         |                                   |

## Состав Гран-при
Взрослый состав участников Гран-при полностью регламинтируется правилами ИСУ. По результатам определяются участники Финала.